# Reteporella jullieni
Reteporella jullieni is een mosdiertjessoort uit de familie van de Phidoloporidae. De wetenschappelijke naam van de soort is voor het eerst geldig gepubliceerd in 1931 door Calvet.